# Peromyscopsylla hesperomys
Peromyscopsylla hesperomys är en loppart som först beskrevs av Baker 1904.  Peromyscopsylla hesperomys ingår i släktet Peromyscopsylla och familjen smågnagarloppor.

## Underarter
Arten delas in i följande underarter:
- P. h. hesperomys
- P. h. adelpha
- P. h. pacifica
- P. h. ravalliensis